# Cuisine du Nicaragua

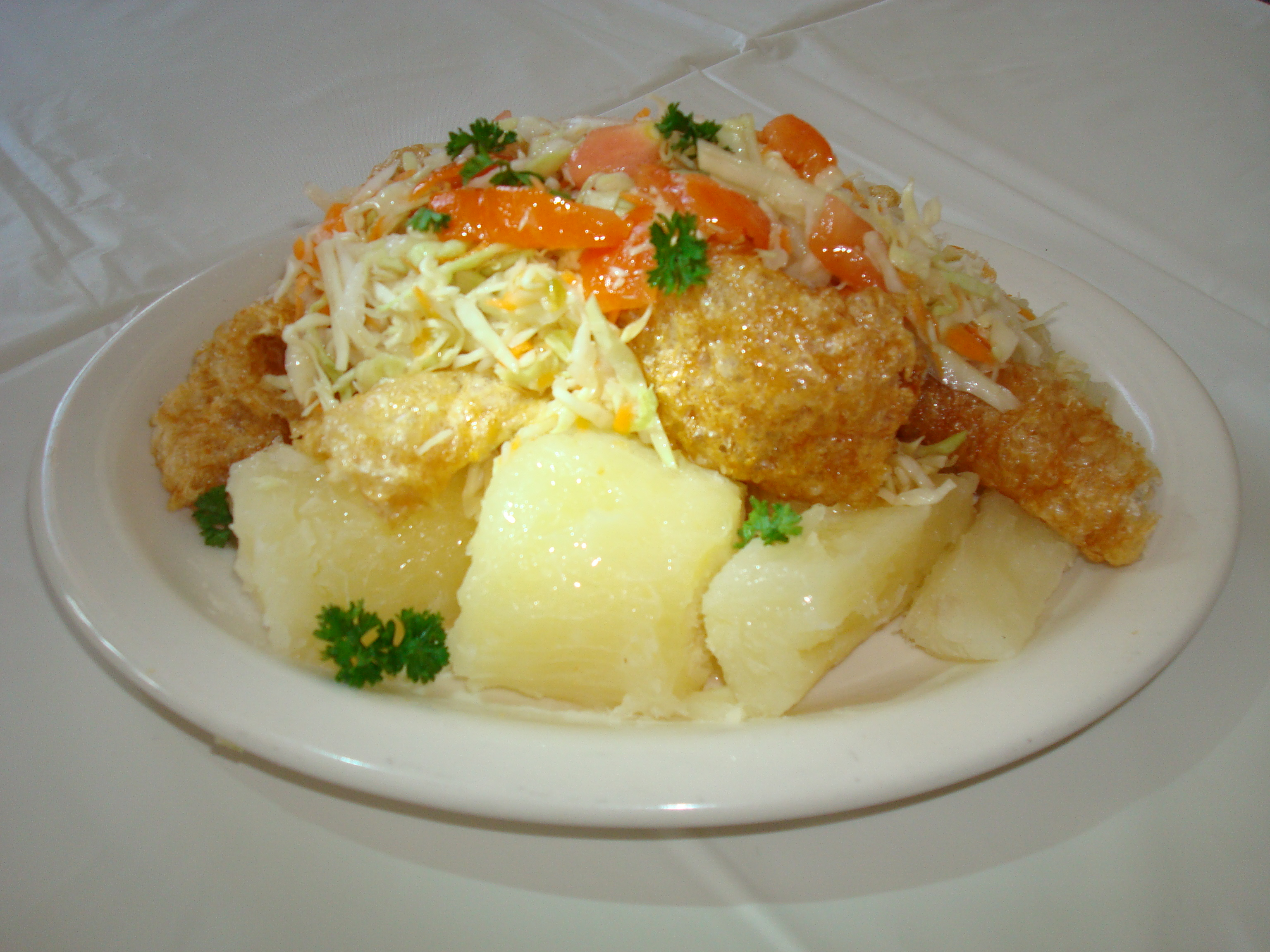
Le vigorón, un plat traditionnel nicaraguayen.

La cuisine nicaraguayenne est un mélange de cuisine indigène amérindienne, de cuisine espagnole et de cuisine créole. Malgré le mélange et l'incorporation de la cuisine précolombienne et de la cuisine d'influence espagnole, la cuisine traditionnelle diffère sur la côte pacifique et sur la côte caraïbe. Alors que le bœuf, la volaille, les fruits locaux et le maïs sont les principaux aliments de base de la côte Pacifique, la cuisine de la côte caraïbe utilise les fruits de mer et la noix de coco.

## Cuisine

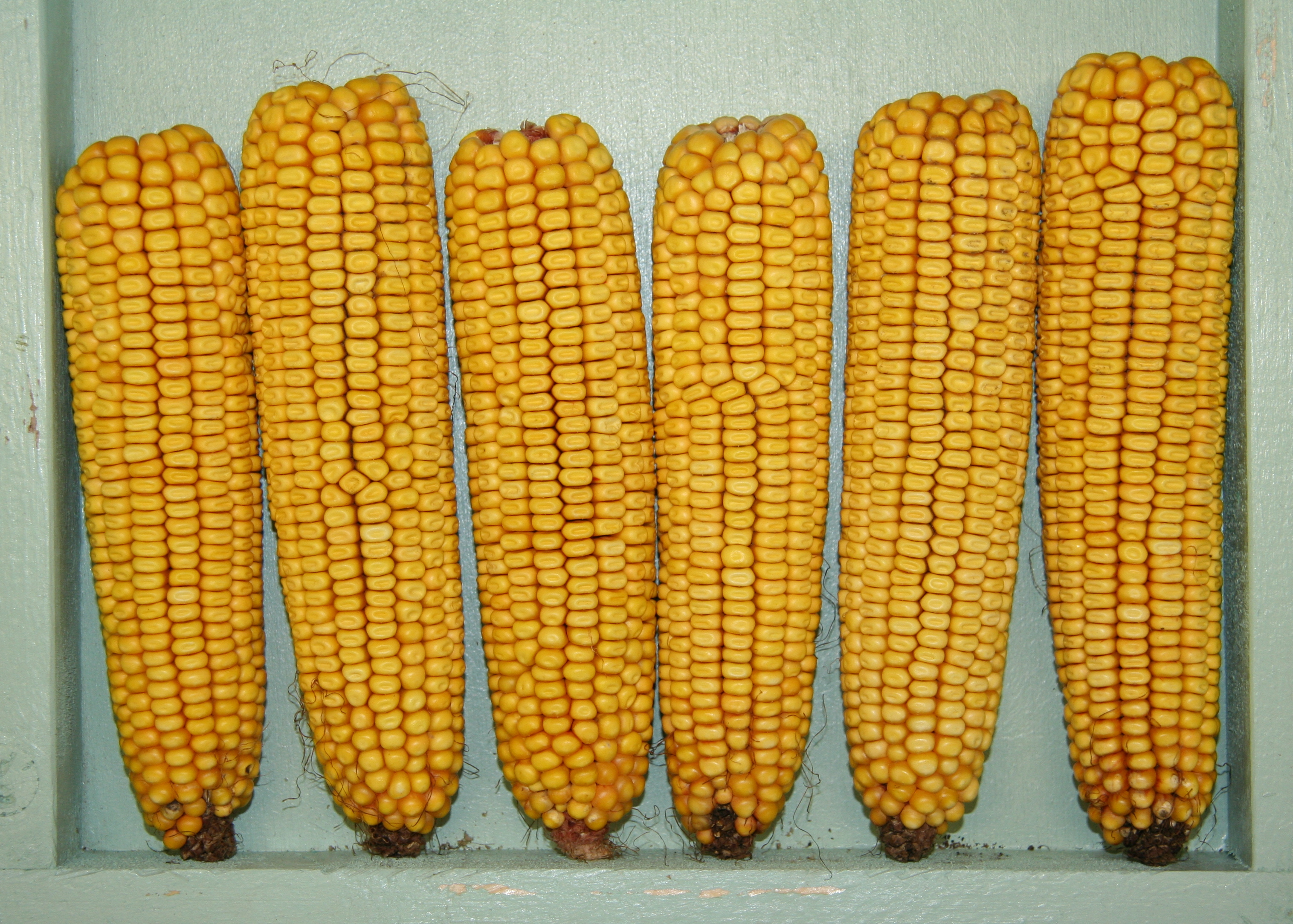
Épis de maïs

Comme dans de nombreux autres pays d'Amérique latine, le maïs est un aliment de base. Il est utilisé dans de nombreux plats largement consommés, tels que le nacatamal et l'indio viejo. Le maïs n'est pas seulement utilisé dans l'alimentation ; il est également un ingrédient pour des boissons telles que le pinolillo et la chicha, ainsi que dans les sucreries et les desserts. Les autres aliments de base sont le riz et les haricots. Le riz est consommé lorsque le maïs ne l'est pas, et les haricots sont consommés comme une protéine bon marché par la majorité des Nicaraguayens. Il est courant que le riz et les haricots soient consommés au petit-déjeuner. Il existe de nombreux repas comprenant ces deux aliments de base ; un plat populaire, le gallo pinto, est souvent servi au déjeuner, parfois avec des œufs. Les Nicaraguayens ne limitent pas leur alimentation au maïs, au riz et aux haricots. De nombreux Nicaraguayens ont leur propre petit jardin rempli de légumes. De temps en temps, des fleurs sont incorporées à leurs repas.
Les ingrédients couramment utilisés (y compris les fruits et les légumes) sont les cacahuètes, le chou (râpé dans du vinaigre, cela s'appelle « ensalada » et est utilisé comme plat d'accompagnement. On y ajoute parfois des carottes et des betteraves), carottes, betteraves, courge musquée, bananes plantains, gingembre frais, oignon, pomme de terre, poivrons, jocote, grosella, mimbro, mangue, papaye, tamarin, pipian, pommes, avocats, yuca et quequisque. Des herbes comme le culantro, l'origan et l'achiote sont également utilisées en cuisine.